# Pośredni Wołoszyn
Pośredni Wołoszyn (niem. Mittlerer Walachenkopf, słow. Prostredný Vološín, węg. Középsõ-Woloszyn) – szczyt o wysokości 2117 m w Tatrach Wysokich. Dawniej nosił nazwę Przedni Garb. Znajduje się w grzbiecie Wołoszyna, oddzielającym Dolinę Waksmundzką od Doliny Roztoki.
Szczyt jest trzecim od zachodu z kilku wierzchołków położonych w grani Wołoszyna. Grań w jego okolicach przebiega od Wielkiego Wołoszyna w kierunku północno-wschodnim. Pośredni Wołoszyn od Wielkiego Wołoszyna oddzielony jest Wyżnią Wołoszyńską Przełęczą, natomiast od kolejnego w grani Skrajnego Wołoszyna Niżnią Wołoszyńską Przełęczą. Spod tej pierwszej do polany Nowa Roztoka opada żleb Koryto, natomiast w dolnych partiach zboczy Pośredniego Wołoszyna znajduje się Biały Żleb. Na pd.-wsch. zboczach znajduje się bezimienna masywna turnia, dominująca nad Skalnistym Żlebem, widoczna też z Doliny Pięciu Stawów. Od strony Doliny Waksmundzkiej położone są w okolicach Pośredniego Wołoszyna Pośrednia Waksmundzka Równica (z niewielkimi Waksmundzkimi Stawkami) i Zadnia Waksmundzka Równica.
Przez masyw Wołoszyna przeprowadzona została na początku XX wieku przez ks. Walentego Gadowskiego trasa Orlej Perci. Odcinek od Polany pod Wołoszynem do Krzyżnego od wielu lat jest jednak zamknięty, cały masyw Wołoszyna został natomiast objęty ścisłą ochroną i wyłączony z ruchu turystycznego i taternickiego.
Dawna nazwa Przedni Garb została nadana przez księdza Gadowskiego, któremu wygląd Wołoszyna przypominał wielbłąda o dwóch garbach.
Z rzadkich roślin stwierdzono występowanie saussurei wielkogłowej – bardzo rzadkiej rośliny, w Polsce występującej tylko w Tatrach i to w nielicznych tylko miejscach.

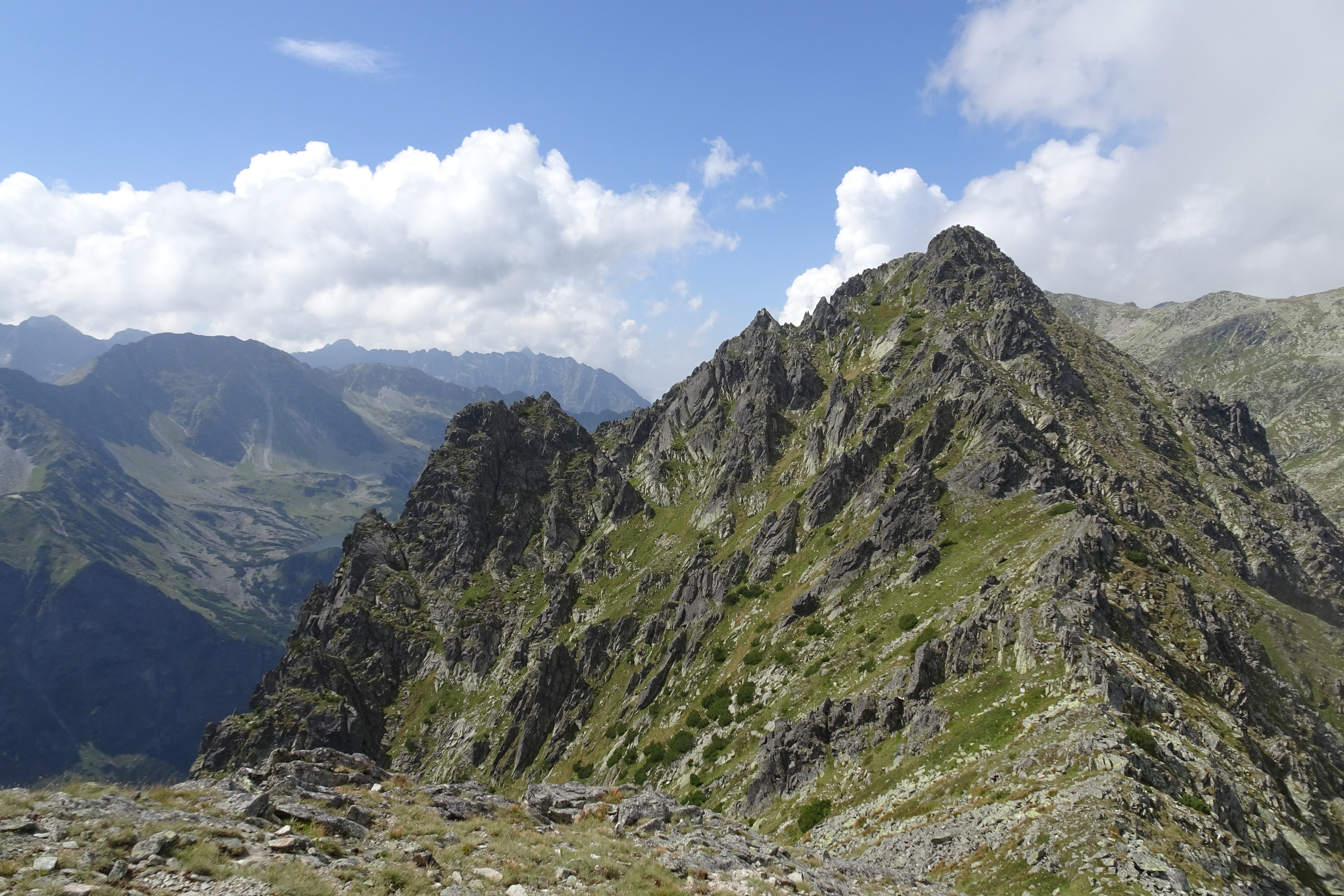
Widok na Pośredni Wołoszyn od wschodu. Widoczna masywna turnia na pd.-wsch. zboczu